# إبراهيم أباد (تشناران)
إبراهيم أباد (بالفارسية: ابراهیم آباد) هي قرية تقع في قسم بيزكي الريفي (مقاطعة تشناران) في إيران. يقدر عدد سكانها بـ 71 نسمة.